# First Congregational Church
La First Congregational Church è un edificio religioso situato al 5701 West Midway Park, nel quartiere Austin di Chicago, nella contea di Cook, Illinois. Costruita nel 1908, rappresenta un significativo esempio di architettura della Prairie School e riflette l'influenza del celebre architetto Frank Lloyd Wright attraverso il lavoro del suo allievo William Eugene Drummond, che ne è stato il progettista.
L'edificio è stato completato nel 1908 ed è uno dei pochi esempi di chiese della Prairie School. È stata inclusa nel programma di documentazione HABS, con fotografie, disegni tecnici e descrizioni dettagliate. È stata progettata per adattarsi al quartiere in espansione di Austin, che al tempo era un sobborgo di Chicago.

## Storia
La chiesa fu originariamente costruita per una congregazione congregazionalista, ma nel corso degli anni ha ospitato diversi gruppi religiosi, tra cui avventisti del settimo giorno, cattolici e congregazioni della Church of God in Christ. Nel 1961, l'edificio è stato designato come Chicago Architectural Landmark per la sua rilevanza storica e architettonica.

## Architettura
La First Congregational Church è caratterizzata da uno stile distintivo della Prairie School, movimento che promuoveva edifici integrati nel paesaggio e strutture dalle linee orizzontali. Il progetto di William E. Drummond evidenzia l'influenza del design di Unity Temple di Frank Lloyd Wright.
L'edificio, di un solo piano, presenta:
- Sezioni centrali elevate, con grandi pilastri in mattoni[2].
- Vetrate con piombo, incassate negli spazi tra i pilastri, che permettono alla luce naturale di filtrare all'interno[2].
- Un cleristorio, illuminato da un ampio lucernario che fornisce luce diffusa all'interno della struttura[1][2].
- Navate laterali più basse, che bilanciano l'imponente altezza della sezione centrale[2].

Il design unisce funzionalità e estetica, con un'attenzione particolare ai dettagli delle vetrate e alla qualità del lavoro in mattoni, evidenziando l'originalità di Drummond, pur mantenendo una chiara connessione con i progetti di Wright.

## Significato storico
La First Congregational Church non è solo un luogo di culto, ma anche un simbolo del pluralismo religioso e delle trasformazioni sociali della città di Chicago. Costruita per una comunità congregazionalista in un sobborgo allora emergente, l'edificio riflette l'evoluzione architettonica e culturale della città durante il primo Novecento.
L'influenza della Prairie School e il legame con Frank Lloyd Wright la rendono un punto di riferimento importante per lo studio dell'architettura sacra di Chicago. La chiesa è stata documentata dall'Historic American Buildings Survey (HABS), che ne ha riconosciuto il valore architettonico e storico.